# Gräberfeld auf dem Westerhammrich
Das Gräberfeld auf dem Westerhammrich liegt auf einem Geestrücken nahe der Ems nördlich von Leer im Landkreis Leer in Niedersachsen. 26 Brandbestattungen bilden die ältesten Gräber, die zur Havelte-Stufe der späten Trichterbecherkultur (TBK) gehören. Die jüngsten stammen aus der Eisenzeit.

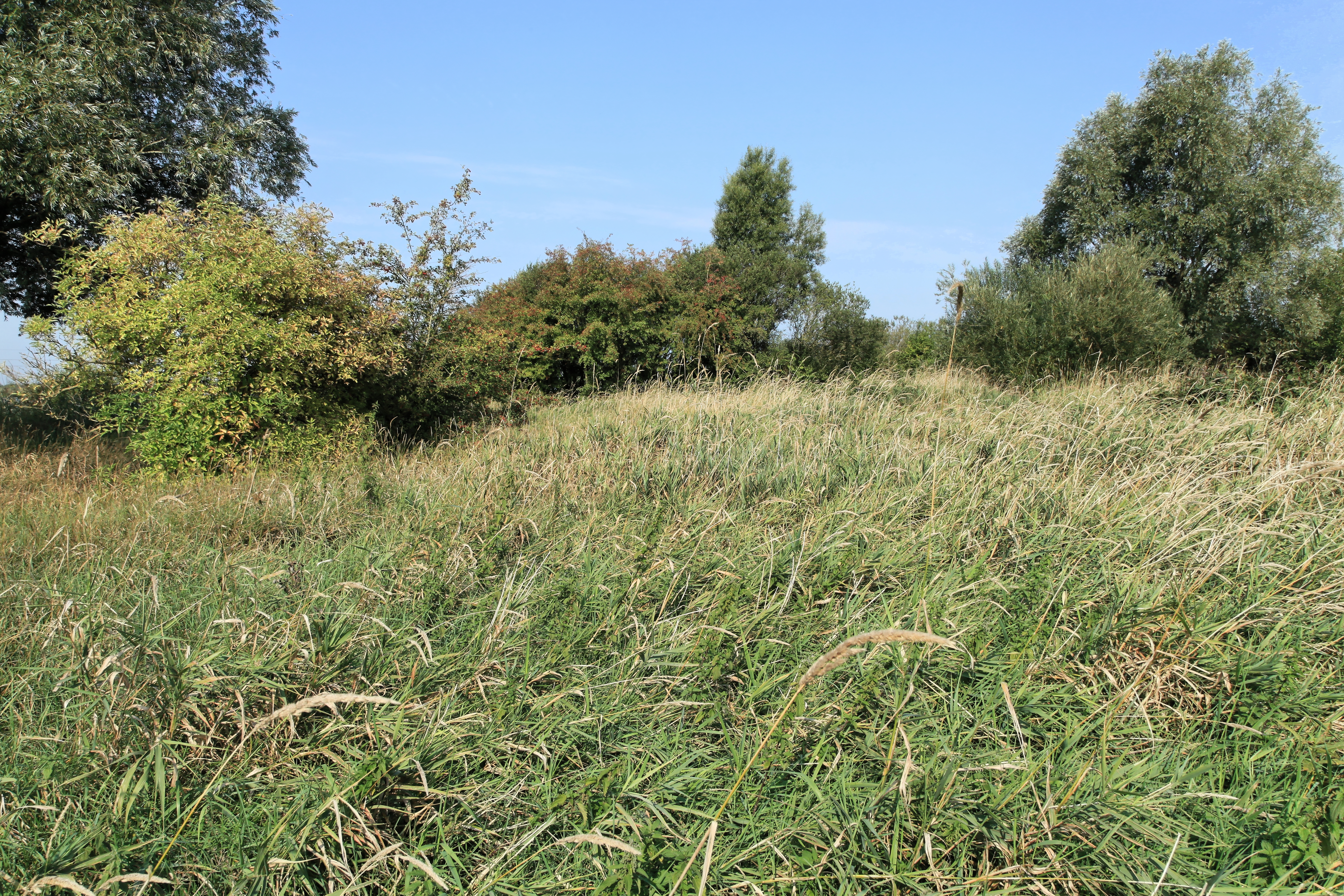
Das Gräberfeld auf dem Westerhammrich ist unter starkem Bewuchs nur schwer erkennbar.

Die 14C-Analyse von Holzkohle aus einem der Gräber datiert das Gräberfeld auf 2900–2700 v. Chr. Das ist der älteste Beleg für Brandbestattung in Nordwestdeutschland. Sieben Gräber wurden mit Beigefäßen ausgestattet, wobei die mehrfache Verwendung halbierter Gefäße besonders interessant ist. Der Westerhammrich war in der Eisenzeit eine bedeutende Siedlung, in der auch fünf Brunnen entdeckt wurden, die zu den ältesten in der Region gehören. 
Auf dem Westerhammrich wurde der acht Zentimeter große Torso einer Mars-Statuette gefunden. Ihre Beine fehlen, an den Händen sind Bruchstellen zu erkennen, der Kopf ist abgegriffen. Die Figur hat den rechten Arm gehoben, als wolle sie einen Speer werfen, die linke Hand weist angewinkelt nach vorn, als halte sie ein Schwert, das linke Bein ist nach hinten ausgestellt. So haben die Römer ihren Kriegsgott Mars dargestellt. Er ist wahrscheinlich im 2. oder 3. Jahrhundert n. Chr. gegossen worden. Der Fund ist die zweite figürliche römische Plastik, die in Ostfriesland zutage kam. Im Emsland, im Cloppenburger und Oldenburger Raum und besonders in den Niederlanden sind bereits Dutzende römischer Götter-Figuren gefunden worden. Eine ebenfalls auf dem Westerhammrich entdeckte Gefäßscherbe mit einer eingeritzten „XII“ stellt  das  älteste  erhaltene Schriftstück  Ostfrieslands  dar.
Der Westerhammrich ist heute ein Naherholungsgebiet der Stadt Leer.